# Yu-Gi-Oh! Zexal
Yu-Gi-Oh! Zexal (遊☆戯☆王 ゼアル, Yūgiō Zearu) é uma série de mangá escrita por Shin Yoshida, ilustrada por Naoto Miyashi e supervisionada pelo criador da franquia Yu-Gi-Oh, Kazuki Takahashi. O mangá foi publicado pela revista V-Jump da editora Shueisha entre 18 de dezembro de 2010 e 21 de junho de 2015.
O anime, que é o quarto da franquia, foi dirigido por Satoshi Kuwahara. Sua primeira fase foi exibida pela TV Tokyo entre 11 de abril de 2011 e 24 de setembro de 2012, sucedendo a série anterior, Yu-Gi-Oh! 5D's. Uma segunda fase títulada por Yu-Gi-Oh! Zexal II (遊☆戯☆王ZEXAL II（ゼアル セカンド）, Yūgiō Zearu Sekando), começou a ser exibida no Japão em 7 de outubro de 2012. A série terminou em 23 de março de 2014.
Em Portugal o anime Yu-Gi-Oh! Zexal estreou dia 11 de agosto de 2014 na SIC K, e desde 15 de outubro de 2015 na Netflix.
No dia 9 de março de 2016 foi anunciado a exibição de Yu-Gi-Oh! Zexal no Brasil pela Netflix, mas ainda sem previsão de lançamento.

## História
Em uma cidade num futuro proximo, Heartland, surge um novo tipo de Duelo: Duelo Com Realidade Aumentada, os duelos com realidade Aumentada Utilizam D-Gazer e D-Pads que são uma especie de "Scouter" e Disco de Duelo, respectivamente. Mas um garoto no meio dessas pessoas que adoram esse novo tipo de duelo, Yuma Tsukumo aparece. É um novato, é campeão em apenas perder, mas quer ser um Duel Champion, mas devido a um certo evento, acaba por enfrentar o Valentão Nº 1 da sua escola, "Reginald Castle", conhecido também como "Shark". Mas esse duelo não vai ser normal, já que no meio do duelo, Yuma vai para outra "realidade", abre uma porta com a chave que carrega consigo (um presente dos seus Pais) e dessa porta sai um ser de outra dimensão, Astral. Agora Yuma e Astral precisam trabalhar juntos  para coletar as 99 Cartas "Numeradas" que são parte da Memória de Astral, para então Astral recuperar sua memória.
O Yuma e Astral terão de combater com varios duelistas incluindo um caçador números "Kait" que coleciona números para salvar o seu irmão "Hart".

## Mídias

### Mangá
A série de mangá Yu-Gi-Oh! Zexal teve conceito original e supervisão de Kazuki Takahashi, sendo escrita por Shin Yoshida, ilustrada por Naoto Miyashi e começando a serialização na estendida edição de fevereiro de 2011 da revista V Jump, lançada em 18 de dezembro de 2010. O primeiro volume em tankōbon foi lançado no Japão em 3 de junho de 2011.
Um mangá spin-off escrito por Akihiro Tomonaga e ilustrado por Wedge Holdings, intitulado Yu-Gi-Oh! D-Team Zexal (遊☆戯☆王 Dチーム・ゼアル, Yūgiō Dyueru Chīmu Zearu), começou a ser serializado na revista Saikyō Jump a partir de abril de 2012. Este spin-off não é canônico ao anime e mangá, os personagens são desenhados em um estilo chibi e centra-se em humor.

### Anime
O anime foi primeiramente citado em 9 de dezembro de 2010, com detalhes, junto com o filme do 10º aniversário da franquia Yu-Gi-Oh! em 20 de fevereiro de 2011. O nome só foi revelado em 13 de dezembro de 2010, via a edição de fevereiro de 2010 da revista V Jump. Foi anunciado Satoshi Kuwahara como diretor, Shin Yoshida como supervisor dos roteiros, Masahiro Hikokubo como designer dos duelos e Hirotoshi Takaya dos personagens do anime. Um vídeo promocional de um minuto foi lançado em 17 de dezembro de 2010.
Yu-Gi-Oh Zexal estreou em 11 de abril de 2011 na TV Tokyo, com o primeiro CD da trilha sonora oficial, Yu-Gi-Oh! Zexal Sound Duel 1, lançado pela Marvelous Entertainment em 28 de setembro de 2011. Mais tarde, após 73 episódios, a série foi anunciada com o título de  Yu-Gi-Oh! Zexal II, mas a Nihon Ad Systems classificou como o mesmo anime, com os números dos episódios continuando de onde parou em vez de voltar para o início. Zexal II começou a ser exibido em 7 de outubro de 2012 em um novo horário.

### Jogo eletrônico
Um jogo de videogame títulado por Yu-Gi-Oh! Zexal: Gekitotsu! Duel Carnival (遊戯王ZEXAL 激突!デュエルカーニバル, Yūgiō Zearu: Gekitotsu! Dueru Kānibaru) foi anunciado na edição de setembro de 2013 da revista V Jump. Foi desenvolvido pela Konami e lançado para o console portátil Nintendo 3DS em 05 de dezembro de 2013. O jogo tem mais de 5.500 cartas e 40 personagens jogáveis. Cada personagem tem o seu próprio papel e história dentro do jogo.